# Kardaha
Kardaha (arab. ‏قرداحة‎) – miasto w Syrii, w muhafazie Latakia. W spisie z 2004 roku liczyło 8671 mieszkańców, głównie alawitów.
W Kardasze urodził się prezydent Hafiz al-Asad, tam też został pochowany.